# گالینا بارینووا
گالینا سرگئیونا بارینووا (روسی: Галина Сергеевна Баринова؛ ‏ ۱۸ فوریهٔ ۱۹۳۹) اَنیماتور، کارگردان انیمیشن و هنرمند اهل اتحاد جماهیر شوروی بود.
از فیلم‌ها یا مجموعه‌های تلویزیونی که وی در آن‌ها نقش داشته‌است، می‌توان به بانی‌فیکس به تعطیلات می‌رود، پلیگون و فانتیک اشاره نمود.